# Blissus arenarius
Blissus arenarius är en insektsart som beskrevs av Barber 1918. Blissus arenarius ingår i släktet Blissus och familjen Blissidae.

## Underarter
Arten delas in i följande underarter:
- B. a. arenarius
- B. a. maritimus